# Karyes, Athos
Karyes är en regionhuvudort i Grekland.   Den ligger i regionen Athos, i den nordöstra delen av landet, 260 km norr om huvudstaden Aten. Karyes ligger 364 meter över havet och antalet invånare är 237.
Terrängen runt Karyes är huvudsakligen kuperad, men österut är den platt. Havet är nära Karyes österut. Runt Karyes är det mycket glesbefolkat, med 5 invånare per kvadratkilometer. Det finns inga andra samhällen i närheten. I omgivningarna runt Karyes växer i huvudsak blandskog.